# Walker O. Cain
Walker O. Cain (* 14. April 1915  in Cleveland, Ohio; † 1. Juni 1993 in Southampton, New York) war ein US-amerikanischer Architekt.
Cain wurde besuchte fünf Jahre lang, von 1932 bis 1936 die Case Western Reserve University. 1937 ging er nach Frankreich, wo er als Empfänger eines Stipendiums der Schweinfurth-Stiftung in Fontainebleau studierte.
1939 erhielt er den Henry-Adams-Preis des American Institute of Architects, nachdem er sich 1938 und 1939 durch seine Teilnahme an einem Wettbewerb der American Academy in Rome einen Namen in der Architekturwelt gemacht hatte.
1940 kehrte Cain in die Vereinigten Staaten zurück, um an der Princeton University Architektur zu studieren. In diesem Jahr gewann er schließlich den Rome Prize. Nach dem Abschluss in Princeton mit einem Mastergrad zog er nach New York City um und trat in die Firma von „McKim, Mead, and White“ ein. 1961 wurde diese Firma in „Steinman, Corrigill, Cain, and White“ umbenannt und später in „Steinmann, Cain, and White“. Ab 1971 hieß das Architekturbüro „Walker O. Cain Associates“ und nahm seinen Sitz in New York City. Cain war Gründungspartner. Von 1974 bis 1984 war Cain auch Vorsitzender des Aufsichtsrates der American Academy in Rome.
Bedeutende Bauwerke, an denen Cain beteiligt war, sind St. Vartan Cathedral, eine christliche Kirche armenischen Glaubens an der Kreuzung von Second Avenue und 34. Straße in Manhattan (1963–1967), das Museum of History and Technology der Smithsonian Institution in Washington, D.C. (1967), das Kunstmuseum, die McCormick Hall, das Jadwin Gymnasium, das Caldwell Field House und das Rechenzentrum der Princeton University in Princeton, New Jersey und die Mickel Library des Converse College in Spartanburg, South Carolina.
1975 wurde Walker O. Cain zum Mitglied (NA) der National Academy of Design gewählt.